# خورخي بريون
خورخي بريون (بالهولندية: Jorge Brión)‏ هو لاعب كرة قدم هولندي في مركز الهجوم، ولد في 23 أبريل 1933 في هولندا في مملكة هولندا.

## وصلات خارجية
- خورخي بريون على موقع عالم كرة القدم.نت (الإنجليزية)
- خورخي بريون على موقع أوليمبيديا (الإنجليزية)